# Carnonaques
|  | No s'ha de confondre amb Carns o Carnuts. |

Els carnonaques (llatí Carnonacae) van ser un poble celta de Britànnia que vivien entre els creons i els cerens, segons diu Claudi Ptolemeu, a la regió que avui és el nord-oest del Sutherland.